# Переузь
Переузь — деревня в Бежецком районе Тверской области. Входит в состав Поречьевского сельского поселения.

## География
Находится в восточной части Тверской области на расстоянии приблизительно 27 км на север-северо-запад по прямой от районного центра города Бежецк.

## История
Деревня была отмечена еще на карте 1825 года. В 1859 году здесь (деревня Бежецкого уезда Тверской губернии) было учтено 50 дворов, в 1978 — 57.

## Население
Численность населения: 301 человек (1859 год), 23 (русские 100 %) в 2002 году, 15 в 2010.